# Llista de medallistes olímpics de biatló
Aquesta és una llista dels medallistes olímpics de biatló:

## Medallistes

### Categoria masculina

#### Individual (20 km)
| Edició                      | Or                     | Argent               | Bronze               |
| 1960 Squaw Valley           | Klas Lestander         | Antti Tyrväinen      | Aleksandr Privalov   |
| 1964 Innsbruck              | Vladimir Melanin       | Aleksandr Privalov   | Olav Jordet          |
| 1968 Grenoble detalls       | Magnar Solberg         | Aleksandr Tíkhonov   | Vladimir Gundartsev  |
| 1972 Sapporo detalls        | Magnar Solberg         | Hansjörg Knauthe     | Lars-Göran Arwidson  |
| 1976 Innsbruck detalls      | Nikolay Kruglov        | Heikki Ikola         | Aleksandr Yelizarov  |
| 1980 Lake Placid detalls    | Anatoly Alyabyev       | Frank Ullrich        | Eberhard Rösch       |
| 1984 Sarajevo detalls       | Peter Angerer          | Frank-Peter Roetsch  | Eirik Kvalfoss       |
| 1988 Calgary detalls        | Frank-Peter Roetsch    | Valery Medvedtsev    | Johann Passler       |
| 1992 Albertville detalls    | Eugeni Redkine         | Mark Kirchner        | Mikael Löfgren       |
| 1994 Lillehammer detalls    | Serguei Tarasov        | Frank Luck           | Sven Fischer         |
| 1998 Nagano detalls         | Halvard Hanevold       | Pier Alberto Carrara | Alexei Aidarov       |
| 2002 Salt Lake City detalls | Ole Einar Bjørndalen   | Frank Luck           | Viktor Maigourov     |
| 2006 Torí detalls           | Michael Greis          | Ole Einar Bjørndalen | Halvard Hanevold     |
| 2010 Vancouver detalls      | Emil Hegle Svendsen    | Ole Einar Bjørndalen | no es concedí        |
| 2010 Vancouver detalls      | Emil Hegle Svendsen    | Serguei Novikov      | no es concedí        |
| 2014 Sotxi detalls          | Martin Fourcade        | Erik Lesser          | Evgeniy Garanichev   |
| 2018 Pyeongchang detalls    | Johannes Thingnes Bø   | Jakov Fak            | Dominik Landertinger |
| 2022 Pequín detalls         | Quentin Fillon Maillet | Anton Smolski        | Johannes Thingnes Bø |

#### Esprint (10 km)
| Edició                      | Or                   | Argent                 | Bronze           |
| 1980 Lake Placid detalls    | Frank Ullrich        | Vladimir Alikin        | Anatoly Alyabyev |
| 1984 Sarajevo detalls       | Eirik Kvalfoss       | Peter Angerer          | Matthias Jacob   |
| 1988 Calgary detalls        | Frank-Peter Roetsch  | Valery Medvedtsev      | Serguei Txépikov |
| 1992 Albertville detalls    | Mark Kirchner        | Ricco Groß             | Harri Eloranta   |
| 1994 Lillehammer detalls    | Serguei Txépikov     | Ricco Groß             | Serguei Tarasov  |
| 1998 Nagano detalls         | Ole Einar Bjørndalen | Frode Andresen         | Ville Räikkönen  |
| 2002 Salt Lake City detalls | Ole Einar Bjørndalen | Sven Fischer           | Wolfgang Perner  |
| 2006 Torí detalls           | Sven Fischer         | Halvard Hanevold       | Frode Andresen   |
| 2010 Vancouver detalls      | Vincent Jay          | Emil Hegle Svendsen    | Jakov Fak        |
| 2014 Sotxi detalls          | Ole Einar Bjørndalen | Dominik Landertinger   | Jaroslav Soukup  |
| 2018 Pyeongchang detalls    | Arnd Peiffer         | Michal Krčmář          | Dominik Windisch |
| 2022 Pequín detalls         | Johannes Thingnes Bø | Quentin Fillon Maillet | Tarjei Bø        |

#### Pursecució (12.5 km)
| Edició                      | Or                     | Argent               | Bronze                 |
| 2002 Salt Lake City detalls | Ole Einar Bjørndalen   | Raphaël Poirée       | Ricco Groß             |
| 2006 Torí detalls           | Vincent Defrasne       | Ole Einar Bjørndalen | Sven Fischer           |
| 2010 Vancouver detalls      | Björn Ferry            | Christoph Sumann     | Vincent Jay            |
| 2014 Sotxi detalls          | Martin Fourcade        | Ondřej Moravec       | Jean-Guillaume Béatrix |
| 2018 Pyeongchang detalls    | Martin Fourcade        | Sebastian Samuelsson | Benedikt Doll          |
| 2022 Pequín detalls         | Quentin Fillon Maillet | Tarjei Bø            | Eduard Latypov         |

#### Sortida massiva (15 km)
| Edició                   | Or                   | Argent            | Bronze                     |
| 2006 Torí detalls        | Michael Greis        | Tomasz Sikora     | Ole Einar Bjørndalen       |
| 2010 Vancouver detalls   | Evgeny Ustyugov      | Martin Fourcade   | Pavol Hurajt               |
| 2014 Sotxi detalls       | Emil Hegle Svendsen  | Martin Fourcade   | Ondřej Moravec             |
| 2018 Pyeongchang detalls | Martin Fourcade      | Simon Schempp     | Emil Hegle Svendsen        |
| 2022 Pequín detalls      | Johannes Thingnes Bø | Martin Ponsiluoma | Vetle Sjåstad Christiansen |

#### Relleus (4x7.5 km)
| Edició                      | Or                                                                                          | Argent                                                                               | Bronze                                                                          |
| 1968 Grenoble detalls       | Unió SovièticaAleksandr Tíkhonov · Nikolay Puzanov · Viktor Mamatov · Vladimir Gundartsev   | NoruegaOla Wærhaug · Olav Jordet · Magnar Solberg · Jon Istad                        | SuèciaLars-Göran Arwidson · Tore Eriksson · Olle Petrusson · Holmfrid Olsson    |
| 1972 Sapporo detalls        | Unió SovièticaAleksandr Tíkhonov · Rinnat Safin · Ivan Byakov · Viktor Mamatov              | FinlàndiaEsko Saira · Juhani Suutarinen · Heikki Ikola · Mauri Röppänen              | RDAHansjörg Knauthe · Joachim Meischner · Dieter Speer · Horst Koschka          |
| 1976 Innsbruck detalls      | Unió SovièticaAleksandr Yelizarov · Ivan Byakov · Nikolay Kruglov · Aleksandr Tíkhonov      | FinlàndiaHenrik Flöjt · Esko Saira · Juhani Suutarinen · Heikki Ikola                | RDAKarl-Heinz Menz · Frank Ullrich · Manfred Beer · Manfred Geyer               |
| 1980 Lake Placid detalls    | Unió SovièticaVladimir Alikin · Aleksandr Tíkhonov · Vladimir Barnachov · Anatoly Alyabyev  | RDAMathias Jung · Klaus Siebert · Frank Ullrich · Eberhard Rösch                     | RFAFranz Bernreiter · Hans Estner · Peter Angerer · Gerhard Winkler             |
| 1984 Sarajevo detalls       | Unió SovièticaDmitri Vasilyev · Yuri Kashkarov · Algimantas Šalna · Serguei Bulygin         | NoruegaOdd Lirhus · Eirik Kvalfoss · Rolf Storsveen · Kjell Søbak                    | RFAErnst Reiter · Walter Pichler · Peter Angerer · Fritz Fischer                |
| 1988 Calgary detalls        | Unió SovièticaDmitri Vasilyev · Serguei Txépikov · Alexander Popov · Valery Medvedtsev      | RFAErnst Reiter · Stefan Höck · Peter Angerer · Fritz Fischer                        | ItàliaWerner Kiem · Gottlieb Taschler · Johann Passler · Andreas Zingerle       |
| 1992 Albertville detalls    | AlemanyaRicco Groß · Jens Steinigen · Mark Kirchner · Fritz Fischer                         | Equip UnificatValery Medvedtsev Alexander Popov Valeri Kiriyenko Serguei Txépikov    | SuèciaUlf Johansson · Leif Andersson · Tord Wiksten · Mikael Löfgren            |
| 1994 Lillehammer detalls    | AlemanyaRicco Groß · Frank Luck · Mark Kirchner · Sven Fischer                              | RússiaValeri Kiriyenko · Vladimir Dratchev · Serguei Tarasov · Serguei Txépikov      | FrançaThierry Dusserre · Patrice Bailly-Salins · Lionel Laurent · Hervé Flandin |
| 1998 Nagano detalls         | AlemanyaRicco Groß · Peter Sendel · Sven Fischer · Frank Luck                               | NoruegaEgil Gjelland · Halvard Hanevold · Dag Bjørndalen · Ole Einar Bjørndalen      | RússiaPavel Muslimov · Vladimir Dratchev · Serguei Tarasov · Viktor Maigourov   |
| 2002 Salt Lake City detalls | NoruegaHalvard Hanevold · Frode Andresen · Egil Gjelland · Ole Einar Bjørndalen             | AlemanyaRicco Groß · Peter Sendel · Sven Fischer · Frank Luck                        | FrançaGilles Marguet · Vincent Defrasne · Julien Robert · Raphaël Poirée        |
| 2006 Torí detalls           | AlemanyaRicco Groß · Michael Rösch · Sven Fischer · Michael Greis                           | RússiaIvan Tcherezov · Serguei Txépikov · Pavel Rostovtsev · Nikolay Kruglov         | FrançaJulien Robert · Vincent Defrasne · Ferréol Cannard · Raphaël Poirée       |
| 2010 Vancouver detalls      | NoruegaHalvard Hanevold · Tarjei Boe · Emil Hegle Svendsen · Ole Einar Bjørndalen           | ÀustriaSimon Eder · Daniel Mesotitsch · Dominik Landertinger · Christoph Sumann      | RússiaIvan Tcherezov · Anton Shipulin · Maxim Tchoudov · Evgeny Ustyugov        |
| 2014 Sotxi detalls          | RússiaAlexey Volkov · Evgeny Ustyugov · Dmitry Malyshko · Anton Shipulin                    | AlemanyaErik Lesser · Daniel Böhm · Arnd Peiffer · Simon Schempp                     | ÀustriaChristoph Sumann · Daniel Mesotitsch · Simon Eder · Dominik Landertinger |
| 2018 Pyeongchang detalls    | SuèciaPeppe Femling · Jesper Nelin · Sebastian Samuelsson · Fredrik Lindström               | NoruegaLars Helge Birkeland · Tarjei Bø · Johannes Thingnes Bø · Emil Hegle Svendsen | AlemanyaErik Lesser · Benedikt Doll · Arnd Peiffer · Simon Schempp              |
| 2022 Pequín detalls         | Noruega Sturla Holm Lægreid · Tarjei Bø · Johannes Thingnes Bø · Vetle Sjåstad Christiansen | França Fabien Claude · Émilien Jacquelin · Simon Desthieux · Quentin Fillon Maillet  | ROC Said Khalili Alexander Loginov Maksim Tsvetkov Eduard Latypov               |

### Categoria femenina

#### Individual (15 km)
| Edició                      | Or                    | Argent                  | Bronze                |
| 1992 Albertville detalls    | Antje Misersky        | Svetlana Davidova       | Myriam Bédard         |
| 1994 Lillehammer detalls    | Myriam Bédard         | Anne Briand             | Uschi Disl            |
| 1998 Nagano detalls         | Ekaterina Dafovska    | Olena Petrova           | Uschi Disl            |
| 2002 Salt Lake City detalls | Andrea Henkel         | Liv Grete Poirée        | Magdalena Forsberg    |
| 2006 Torí detalls           | Svetlana Ishmouratova | Martina Glagow          | Albina Akhatova       |
| 2010 Vancouver detalls      | Tora Berger           | Elena Khrustaleva       | Darya Domracheva      |
| 2014 Sotxi detalls          | Darya Domracheva      | Selina Gasparin         | Nadezhda Skardino     |
| 2018 Pyeongchang detalls    | Hanna Öberg           | Anastasia Kuzmina       | Laura Dahlmeier       |
| 2022 Pequín detalls         | Denise Herrmann       | Anaïs Chevalier-Bouchet | Marte Olsbu Røiseland |

#### Esprint (7.5 km)
| Edició                      | Or                    | Argent              | Bronze             |
| 1992 Albertville detalls    | Anfisa Reztsova       | Antje Misersky      | Yelena Belova      |
| 1994 Lillehammer detalls    | Myriam Bédard         | Svetlana Paramygina | Valentyna Tserbe   |
| 1998 Nagano detalls         | Galina Koukleva       | Uschi Disl          | Katrin Apel        |
| 2002 Salt Lake City detalls | Kati Wilhelm          | Uschi Disl          | Magdalena Forsberg |
| 2006 Torí detalls           | Florence Baverel      | Anna Olofsson       | Lilia Vaygina      |
| 2010 Vancouver detalls      | Anastasiya Kuzmina    | Magdalena Neuner    | Marie Dorin        |
| 2014 Sotxi detalls          | Anastasiya Kuzmina    | Olga Vilukhina      | Vita Semerenko     |
| 2018 Pyeongchang detalls    | Laura Dahlmeier       | Marte Olsbu         | Veronika Vítková   |
| 2022 Pequín detalls         | Marte Olsbu Røiseland | Elvira Öberg        | Dorothea Wierer    |

#### Persecució (10 km)
| Edició                      | Or                    | Argent             | Bronze             |
| 2002 Salt Lake City detalls | Olga Pyleva           | Kati Wilhelm       | Irina Nikulchina   |
| 2006 Torí detalls           | Kati Wilhelm          | Martina Glagow     | Albina Akhatova    |
| 2010 Vancouver detalls      | Magdalena Neuner      | Anastasiya Kuzmina | Marie-Laure Brunet |
| 2014 Sotxi detalls          | Darya Domracheva      | Tora Berger        | Teja Gregorin      |
| 2018 Pyeongchang detalls    | Laura Dahlmeier       | Anastazia Kuzmina  | Anaïs Bescond      |
| 2022 Pequín detalls         | Marte Olsbu Røiseland | Elvira Öberg       | Tiril Eckhoff      |

#### Sortida massiva (12.5 km)
| Edició                   | Or                      | Argent             | Bronze                |
| 2006 Torí detalls        | Anna Olofsson           | Kati Wilhelm       | Uschi Disl            |
| 2010 Vancouver detalls   | Magdalena Neuner        | Olga Zaitseva      | Simone Hauswald       |
| 2014 Sotxi detalls       | Darya Domracheva        | Gabriela Soukalová | Tiril Eckhoff         |
| 2018 Pyeongchang detalls | Anastasia Kuzmina       | Darya Domracheva   | Tiril Eckhoff         |
| 2022 Pequín detalls      | Justine Braisaz-Bouchet | Tiril Eckhoff      | Marte Olsbu Røiseland |

#### Relleus (4x6 km)
La prova de relleus femenins ha estat disputada sobre tres distàncies diferents:
- 3x7.5 km — 1992
- 4x7.5 km — 1994-2002
- 4x6 km — 2006

| Edició                      | Or                                                                                    | Argent                                                                              | Bronze                                                                                  |
| 1992 Albertville detalls    | FrançaCorinne Niogret · Véronique Claudel · Anne Briand ·                             | AlemanyaUschi Disl · Antje Misersky · Petra Schaaf ·                                | Equip UnificatYelena Belova Anfisa Reztsova Yelena Melnikova                            |
| 1994 Lillehammer detalls    | RússiaNadezhda Talanova · Nataliya Snytina · Luiza Noskova · Anfisa Reztsova          | AlemanyaUschi Disl · Antje Misersky · Simone Greiner · Petra Schaaf                 | FrançaCorinne Niogret · Véronique Claudel · Delphyne Heymann · Anne Briand              |
| 1998 Nagano detalls         | AlemanyaUschi Disl · Martina Zellner · Katrin Apel · Petra Behle                      | RússiaOlga Melnik · Galina Koukleva · Albina Akhatova · Olga Romasko                | NoruegaAnn-Elen Skjelbreid · Annette Sikveland · Gunn Andreassen · Liv Grete Skjelbreid |
| 2002 Salt Lake City detalls | AlemanyaKatrin Apel · Uschi Disl · Andrea Henkel · Kati Wilhelm                       | NoruegaAnn-Elen Skjelbreid · Linda Tjørhom · Gunn Andreassen · Liv Grete Skjelbreid | RússiaOlga Pyleva · Galina Koukleva · Svetlana Ishmouratova · Albina Akhatova           |
| 2006 Torí detalls           | RússiaAnna Bogaliy-Titovets · Svetlana Ishmouratova · Olga Zaitseva · Albina Akhatova | AlemanyaMartina Glagow · Andrea Henkel · Katrin Apel · Kati Wilhelm                 | FrançaDelphyne Peretto · Florence Baverel · Sylvie Becaert · Sandrine Bailly            |
| 2010 Vancouver detalls      | RússiaSvetlana Sleptsova · Anna Bogaliy · Olga Medvedtseva · Olga Zaitseva            | FrançaMarie-Laure Brunet · Sylvie Becaert · Marie Dorin · Sandrine Bailly           | AlemanyaKati Wilhelm · Simone Hauswald · Martina Beck · Andrea Henkel                   |
| 2014 Sotxi detalls          | UcraïnaVita Semerenko · Juliya Dzhyma · Valj Semerenko · Olena Pidhrushna             | RússiaYana Romanova · Olga Zaitseva · Ekaterina Shumilova · Olga Vilukhina          | NoruegaFanny Horn · Tiril Eckhoff · Ann Kristin Flatland · Tora Berger                  |
| 2018 Pyeongchang detalls    | BelarúsNadezhda Skardino · Iryna Kryuko · Dzinara Alimbekava · Darya Domracheva       | SuèciaLinn Persson · Mona Brorsson · Anna Magnusson · Hanna Öberg                   | FrançaAnaïs Chevalier · Marie Dorin Habert · Justine Braisaz · Anaïs Bescond            |
| 2022 Pequín detalls         | SuèciaLinn Persson · Mona Brorsson · Hanna Öberg · Elvira Öberg                       | ROC Irina Kazakevich Kristina Reztsova Svetlana Mironova Uliana Nigmatullina        | AlemanyaVanessa Voigt · Vanessa Hinz · Franziska Preuss · Denise Herrmann               |

### Categoria mixta

#### Relleus mixtos
| Prova                    | Or                                                                              | Argent                                                                             | Bronze                                                                     |
| 2014 Sotxi detalls       | NoruegaTora Berger · Tiril Eckhoff · Ole Einar Bjørndalen · Emil Hegle Svendsen | TxèquiaVeronika Vítková · Gabriela Soukalová · Jaroslav Soukup · Ondřej Moravec    | ItàliaDorothea Wierer · Karin Oberhofer · Dominik Windisch · Lukas Hofer   |
| 2018 Pyeongchang detalls | FrançaMarie Dorin Habert · Anaïs Bescond · Simon Desthieux · Martin Fourcade    | NoruegaMarte Olsbu · Tiril Eckhoff · Johannes Thingnes Bø · Emil Hegle Svendsen    | ItàliaLisa Vittozzi · Dorothea Wierer · Lukas Hofer                        |
| 2022 Pequín detalls      | Marte Olsbu Røiseland · Tiril Eckhoff · Tarjei Bø · Johannes Thingnes Bø        | Anaïs Chevalier-Bouchet · Julia Simon · Émilien Jacquelin · Quentin Fillon Maillet | ROC Uliana Nigmatullina Kristina Reztsova Alexander Loginov Eduard Latypov |

### Programa eliminat

#### Patrulla militar masculina
| Edició        | Or                                                                         | Argent                                                                          | Bronze                                                                           |
| 1924 Chamonix | SuïssaAdolf Aufdenblatten · Alphonse Julen · Antoine Julen · Denis Vaucher | FinlàndiaAugust Eskelinen · Heikki Hirvonen · Martti Lappalainen · Väinö Bremer | FrançaAndré Vandelle · Camille Mandrillon · Georges Berthet · Maurice Mandrillon |